# 826 Henrika
826 Henrika eller A916 HD är en asteroid i huvudbältet, som upptäcktes den 16 april 1916 av den tyske astronomen Max Wolf. Det är okänt vad eller vem asteroiden senare fick namn efter.
Henrika senaste periheliepassage skedde den 8 oktober 2019.[Uppdatering behövs] Dess rotationstid har beräknats till 5,98 timmar